# Andrés Avelino Cáceres
Andrés Avelino Cáceres Dorregaray, född  10 november 1836 i Ayacucho, död 10 oktober 1923 i Lima), var en peruansk militär och politiker som stred i Stillahavskriget och var konstitutionell president i Peru vid två tillfällen: från 1886 till 1890 och från 1894 till 1895. Han är beskyddare av den peruanska arméns infanterivapen.

## Biografi
I Peru ses han som en nationell hjälte, för att ha kämpat i alla viktiga strider under Stillahavskriget ( San Francisco, Tarapacá, Tacna, San Juan och Miraflores ) och för att ha lett motståndet i det centrala höglandet mot den chilenska ockupationen, den så kallade Campaña de la Breña (1881-1883). Han talade quechua, varför han hade stort inflytande på ursprungsbefolkningen, ur vilken han bildade en militärstyrka, stödd av gerillor eller montoneras. Han var känd av sina soldater som "Taita Cáceres". Chilenarna kallade honom "El Brujo de los Andes" (Demonen från Anderna), för att han brukade undvika de omslutande manövrer som planerats med stor iver av de chilenska generalerna, och för att han agerade så obehindrat att han verkade vara närvarande överallt. I denna kampanj uppnådde han tre triumfer, Pucará, Marcavalle och Concepción. Även om han besegrades i Huamachuco den 10 juli 1883 kapitulerade han inte och fortsatte att organisera motståndet. Den 15 juli arkebuserades Leoncio Prado som sårats vid slaget och sedan tagits som krigsfånge. Procácerista-gerillan uppmuntrade också generalen att fortsätta sin kamp med sammandrabbningar med den chilenska armén. Med tanke på de ständiga gerillatrakasserierna och bristen på förnödenheter måste de chilenska trupperna dra sig tillbaka till Lima, i december 1883, fram till ett totalt tillbakadragande i augusti 1884, då Cáceres förklarade slut på kriget och erkände Ancónfördraget.
Efter kriget med Chile gav han sig aktivt in i politiken och grundade ett eget parti, Partido Constitucional. Han konfronterade president Miguel Iglesias, som han inte erkände som konstitutionell president efter att denne hade undertecknat Ancónfördraget med Chile med territoriell avgång, och släppt lös ett inbördeskrig. Återigen demonstrerade Cáceres sin militära strategi genom att sätta Iglesias huvudarmé ur spel i staden Huaripampa (i centrala peruanska höglandet), en handling som kallas "huaripampeada" (1884). Han anföll sedan Lima, där hans styrkor omringade Iglesias vid regeringspalatset. Denne avträdde ordförandeskapet 1885 och efterträddes av en provisorisk regering som krävde nyval där Cáceres överväldigande vann. I denna första konstitutionella regering, från 1886 till 1890, var Cáceres tvungen att göra en nationell rekonstruktion, särskilt när det gällde ekonomisk återhämtning. Han släppte fri valutan, som då kraftigt devalverades, skapade nya skatter och försökte att decentralisera skatterna. För att lösa problemet med den enorma utländska skulden undertecknade han ett kontrakt enligt vilket han överlämnade järnvägarna till borgenärerna. Han återvände till presidentskapet 1894, i ifrågasatta val, vilket ledde till bildandet av en nationell koalition mot Cáceres, bestående av demokrater och civilister, ledda av Nicolás de Piérola. Ett blodigt inbördeskrig började och kulminerade i angreppet på Lima av koalitionen, innan Cáceres avgick och gick i exil 1895. Han återvände till Peru 1899 och fortsatte att delta i politiken. Han stödde president Augusto B. Leguía när han tog makten 1919, samma år som kongressen befordrade honom till marskalk (den enda militären i Stillahavskriget som nådde den högsta graden). Av de tre viktigaste peruanska hjältarna i kriget med Chile (Miguel Grau, Francisco Bolognesi och Andrés Avelino Cáceres) var Cáceres också den enda som överlevde kriget och som senare blev president i Peru.
Cáceres tjänstgjorde som diplomat i Europa och återvände till Lima 1919, där han avled den 10 oktober 1923.